# 八一·少年行
“八一·少年行”（国际卫星标识符:2016-083C），又称“八一01号”，是由中国空间技术研究院与北京市八一学校联合制造的试验通讯卫星，于2016年12月28日11时23分自中国太原卫星发射中心被长征二号丁运载火箭送入太空。该卫星是中国首颗中学生科普卫星。

## 卫星历史
2015年，中国航天科技国际交流中心副主任周岫彬与北京市八一学校副校长朱凯在以色列等国考察期间，注意到以色列的某些学校的中学生参与主导了卫星研制。两人意识到中国的中学生也应该做这样的项目，研制出自己的卫星，便决定自2016年4月24日起在北京市八一学校启动中学生卫星研制项目。
2016年暑假，北京市八一学校参与卫星研发的部分学生到中国各主要航空研究所实地考察，了解有关情况，并且在有关专家协助下就卫星研发进行讨论。参与项目的学生在经过多轮探讨之后初步确定了卫星的设计方案。
2016年11月，在中国空间技术研究院协助下，“八一·少年行”卫星申请到了卫星空间电台执照和无线电频率。
2016年12月28日11时23分，“八一·少年行”卫星被长征二号丁运载火箭从中国太原卫星发射中心送入太空，与其一并送入太空的还有高景一号01星、02星。
此后，“八一·少年行”卫星投入日常工作，为北京市八一学校提供技术实验与业余通信服务。

## 卫星设计与用途
该卫星目前用于北京市八一学校的学校教育和业余无线电活动。卫星的机载业余无线电台提供遥控、遥测和调频中继器功能。该卫星搭载3轴稳定并具有可展开的太阳能电池板。卫星具有跟踪拍摄雾霾、台风等天气现象，进行一定的气象观察数据积累以及支持全球无线电爱好者开展通联活动的功能，完成过对地拍摄、无线电通讯、对地传输音频和文件以及快速离轨试验的任务。学校的学生们还能通过卫星实时监测卫星的运行状态，通过观察轨道参数等数据，验证所采取措施对于帮助卫星快速离轨的可行性，为未来清理太空垃圾贡献一定力量。
八一少年行卫星的存储器也存有部分音乐，包括但不限于《东方红》和《北京市八一学校校歌》等音乐。八一少年行卫星可以向地面经过解码播放上述音频。

## 评价与反响
2016年9月，中共中央总书记、中国国家主席、八一学校老校友习近平率团考察北京市八一学校，习近平在考察期间与八一学校包括负责研发卫星的学生团队人员在内的师生会面并作交谈。习近平叮嘱学校师生，提出殷切希望，表示“卫星发射时一定要告诉我”。
2016年12月，北京市八一学校负责卫星研发的学生给习近平写信，告知“八一·少年行”卫星即将发射的消息。12月24日，习近平在回信中说，“中学生设计研制科普卫星是一次很好的尝试，你们攀登科技高峰的热情和勇气让我感到欣慰。希望你们保持对知识的渴望，保持对探索的兴趣，培育科学精神，刻苦学习，努力实践，带动更多青少年讲科学、爱科学、学科学、用科学，努力成长为祖国的栋梁之材，将来更好为实现中华民族伟大复兴的中国梦贡献力量。”